# Franz Josef von Gerstner
Pour les articles homonymes, voir Gerstner.
Franz-Joseph von Gerstner, né le 22 février 1756 à Komotau en Bohême et mort le 25 juin 1832 à Mladejow, est un mathématicien, physicien et pionnier du chemin de fer en Autriche. Il est surtout connu pour ses contributions à l'hydrodynamique, particulièrement la théorie originale de la houle (« houle trochoïdale »).

## Biographie
Gerstner fréquenta le lycée jésuite de Komotau puis de 1772 à 1777 étudia à la Faculté de philosophie de Prague, la physique élémentaire sous la direction de Stanislav Vydra, les mathématiques supérieures avec Jan Tesánek et l’astronomie avec Joseph Stepling. Il passa ses examens d'astronomie en 1776 puis soutint une thèse sur le De principiis philosophiæ naturalis d’Isaac Newton en 1777.
Il assista à quelques conférences sur des sujets techniques. En 1781 il partit à Vienne étudier la médecine, mais interrompit son cursus pour travailler à l’observatoire de Vienne. En 1784, après trois années de stage, il devint adjoint d'Antonín Strnad (de) à l’observatoire astronomique de Prague. En 1785 il publia son premier article sur d'astronomie : il y donnait la correction à apporter au calcul de la longitude de plusieurs grandes villes d'Europe. En reconnaissance de ce travail, la Société royale des sciences de Bohême se l’associa comme membre titulaire. Les articles ultérieurs qu'il publia en astronomie devaient de même le faire reconnaître des milieux scientifiques européens.
Lorsqu’en 1787 son ancien professeur de mathématiques, Tesánek, tomba malade, Gerstner l’hébergea chez lui pour le soigner et accepta d'assurer les cours à sa place. En 1789, on le nomma professeur titulaire de mathématiques supérieures, ce qui l’amena aussi à enseigner l'astronomie, la mécanique et l’hydraulique. Puis en 1795 il fut appelé à la Commission Impériale et prit part à ce titre à la modernisation du programme des écoles techniques d'Autriche. Sur sa recommandation, on réorganisa l'Institut technique de Prague en 1806, et il en devint le premier directeur, prenant en outre à sa charge les cours de mécanique et d’hydraulique. Il continuait parallèlement de donner les cours de mathématiques à l’université. En reconnaissance de son zèle, l’empereur François Ier d'Autriche éleva Gerstner en 1810 à la chevalerie d'empire, avant de lui confier, en 1811, la direction des voies navigables de Bohême.
Gerstner confia en 1830 la succession de sa chaire de mécanique et d’hydraulique à son fils Franz Anton von Gerstner, qui devait faire construire la seconde voie de chemin de fer d’Europe centrale, puis prit sa retraite en 1832.
Franz Josef von Gerstner était un membre actif de la loge maçonnique Wahrheit und Einigkeit zu den drei gekrönten Säulen de Prague.

## Œuvres
- (de) Theorie der Wellen, Mémoires de l'Académie royale de Bohême, 1804
  - trad. A. Barré de Saint-Venant, « Théorie des vagues », Annales des Ponts et Chaussées, vol. 1,‎ 1887, p. 31-86
- (de) Zwey Abhandlungen über Frachtwägen und Strassen (1813) : cette communication donne une loi de frottement de roulement non linéaire due au contact sur un sol mou.
- (de) Handbuch der Mechanik (3 vol., 1831). Cet ouvrage bénéficia d'une souscription de lancement suivie par 1 400 souscripteurs, parmi lesquels l’empereur François Ier d'Autriche lui-même.
- Mémoire sur les grandes routes, les chemins de fer et les canaux de navigation (édition allemande originale 1813), traduit de l’allemand par Terquem et publié par P. S. Girard, 1827, Paris, Bachelier (L'introduction de P. S. Girard de la traduction en français a fait l'objet d'un tiré à part sous le titre Recherches sur les grandes routes, les canaux de navigation et les chemins de fer, Paris, imp. Huzard et Courcier, 1827. Voir l'analyse de l'ouvrage de l'ouvrage traduit par J. J. Baude in Revue encyclopédique.)

## Hommages
La ville de Chomutov lui érigea en 1932 une statue, qui fut détruite en 1945 après l'armistice. La Tchécoslovaquie lui rendit pourtant un nouvel hommage avec l'émission d'un timbre en 1957, puis en 2006 avec une pièce de monnaie à son effigie.